# Мачуга, Василий Николаевич
Ва́силий Никола́евич Мачу́га (3 февраля 1951, ст. Переясловская Брюховецкого района Краснодарского края, РСФСР, СССР — 4 января 1996, Краснодар) — советский спортсмен и российский государственный деятель. Заслуженный мастер спорта СССР (1981).

## Биография
Родился в станице Переясловская. Обучался в Ейском педагогическом училище. Во время обучения занялся акробатикой под руководством О. Г. Запорожченко.
Проходил действительную военную службу в Пограничных войсках КГБ СССР.
С 1971 года жил в Краснодаре. Продолжил занятия акробатикой под руководством тренера В. Д. Нарыкова.
С декабря 1972 года тренировался в паре с В. Почиваловым. Неоднократный чемпион РСФСР, СССР, Европы и мира, обладатель кубка мира.
С 1982 года — директор Спортивного комплекса акробатики и прыжков на батуте в Краснодаре.
С 1987 года по 1990 год — председатель Краснодарского краевого спортивного комитета.
С 8 сентября 1990 года по 15 ноября 1991 года — Председатель Государственного комитета РСФСР по физической культуре и спорту в первом и втором Правительстве И. С. Силаева. Затем до 5 декабря того же года — и. о. председателя данного госкомитета.
В 1991—1992 годах — председатель Комитета по содействию олимпийскому движению при Правительстве РСФСР.
Работал президентом акционерного общества «Спортинтерпром», являлся члена президиума Российского совета спортивного общества «Спартак».
Жена — заслуженный тренер России по акробатике Наталья Александровна Мачуга.
Скоропостижно скончался от рака 4 января 1996 года. Похоронен на Славянском кладбище в Краснодаре.

## Спортивные достижения
- Чемпион мира по акробатике — 1978, 1981
- Чемпион Европы по акробатике — 1978, 1979
- Обладатель Кубка мира по акробатике — 1977
- Чемпион СССР по акробатике — 1976, 1977
- Чемпион РСФСР по акробатике — 1974, 1976, 1979, 1980, 1981

## Награды и почётные звания
- Орден Дружбы (7 сентября 1995) — за заслуги перед государством и многолетний добросовестный труд[7]
- Орден Трудового Красного Знамени
- Орден «Знак Почёта»

## Память
- В Краснодаре регулярно проводится Международный турнир по акробатике памяти Василия Мачуги.
- Имя Василия Мачуги присвоено спортивному комплексу и школе акробатики в Краснодаре.
- Улица Краснодара, на которой расположен спортивный комплекс, носит имя Василия Мачуги.